# ポーFC
ポー・フットボール・クラブ（フランス語: Pau Football Club, フランス語発音: [po futbol klœb]）、通称ポーFC（フランス語: Pau FC）は、フランス南西部ベアルン地域圏の中心都市ポーに本拠を置くプロサッカークラブである。ホームスタジアムはヌステ・カンプ（fr:Nouste Camp）であり、フランスのサッカーリーグシステムにおける2部リーグであるリーグ・ドゥ（fr:Ligue 2 BKT）に所属している。
クラブの愛称はレ・メイナ（Les Maynats、「若者たち」の意）であり、起源はポー市内マイオリス地区に設立されたカトリック教会の後援団体Bleuets de Notre-Dame（ブルエ・ド・ノートル＝ダム）にまで遡る。この団体は1920年に創設され、1958–59シーズンにはフランスのアマチュアリーグ最高位まで昇格した。スポーツ面での著しい成果を背景に、教会関係者はこの団体を単なる地域のクラブ以上の存在と見なし、独立したクラブとしての道を模索するようになった。
その結果、創設者で初代会長を務めたジョゼ・ビドゥゲン（fr:José Bidegain）のもと、1959年5月19日にフットボール・クラブ・ド・ポー（F.C. Pau）が正式に設立された。1960年代にはスタッド・デュ・アモ（fr:Stade du Hameau）に定着し、プロクラブ化を目指すようになった。
しかし、度重なる財政難により、ポー市当局の支援が必要となった。その後クラブは下位リーグへ降格し、南西地域リーグまで戻ることになった。1990年代にはリーグ・ドゥ昇格を目指して無謀な投資が行われたが、1995年には財政破綻を迎え、フランス4部リーグ フランス全国選手権2 まで降格した。
再建は、元選手であるfr:Bernard Laporte-Frayとfr:Joël Lopezの主導のもとに行われた。クラブは現在の名称「ポー・フットボール・クラブ」に改称され、財務再構築によって安定を取り戻し、2007年までフランス3部リーグに定着した。その後、成績不振と行政上の問題により降格し、2016–17 フランス全国選手権まで3部リーグへの復帰は叶わなかった。
2019年には、クラブ創設から59年を記念し、初の専用スタジアムであるヌステ・カンプ fr:Nouste Camp が完成した。
主な実績としては、2019–20 フランス全国選手権（フランス3部リーグ）優勝とリーグ・ドゥへの昇格が挙げられる。また、フランス全国選手権2 では1998年と2016年に優勝、南西地域リーグでは1958年と1968年に優勝している。
リーグ・ドゥ昇格後、ポーFCはフランスのサッカーリーグにおける確固たる地位を築くことを目指している。

## 歴史
1920年、Bleuets Notre-Dame de Pauとして設立されたが、1959年に当時の会長が国内リーグへの昇格を認めなかったためチームは分裂。 その際にFCポー(FC Pau)と改称し、1995年に現在のポーFC(Pau FC)とへと変更された。
2007年にフランス全国選手権(3部)で17位と降格圏でシーズンを終え、4部にあたるフランス全国選手権2に所属した。2016年にフランス全国選手権に復帰した。
2022年には2008年以降4度目となるエンブレム変更が行われ、そこにはシンプルな円の中にユリ、この地方を象徴とする牛、ベアルン地方出身のアンリ4世の王冠とイニシャルなどのシンボルがあしらわれている。
FCジロンダン・ボルドーに次いで、アキテーヌ地域で2番目に成功を収めたサッカークラブ。過去にはアンドレ＝ピエール・ジニャックやアドリアン・ラビオ（ユース）、ティノ・コスタなどといったのちに国の代表選手として活躍する選手も過去にプレーした。

## タイトル

### 国内タイトル
- フランス全国選手権：1回
  - 2019-20
- フランス全国選手権2：2回
  - 1997-98, 2015-16

### 国際タイトル
- なし

## 過去の成績
| シーズン | リーグ戦                       | リーグ戦 | リーグ戦 | リーグ戦 | リーグ戦 | リーグ戦 | リーグ戦 | リーグ戦 | リーグ戦 | カップ戦  | リーグ杯 |
| シーズン | ディビジョン                   | 試       | 勝       | 分       | 敗       | 得       | 失       | 点       | 順位     | カップ戦  | リーグ杯 |
| -------- | ------------------------------ | -------- | -------- | -------- | -------- | -------- | -------- | -------- | -------- | --------- | -------- |
| 2003-04  | フランス全国選手権             | 38       | 12       | 13       | 13       | 33       | 45       | 49       | 11位     |           |          |
| 2004-05  | フランス全国選手権             | 38       | 14       | 7        | 17       | 40       | 40       | 49       | 10位     |           |          |
| 2005-06  | フランス全国選手権             | 38       | 10       | 15       | 13       | 34       | 38       | 45       | 15位     |           |          |
| 2006-07  | フランス全国選手権             | 38       | 9        | 14       | 15       | 46       | 58       | 41       | 16位     |           |          |
| 2007-08  | フランス全国選手権             | 38       | 12       | 5        | 21       | 39       | 61       | 41       | 17位     |           |          |
| 2008-09  | フランス全国選手権2・グループC | 34       | 18       | 8        | 8        | 42       | 25       | 96       | 3位      |           |          |
| 2009-10  | フランス全国選手権2・グループC | 34       | 9        | 12       | 13       | 30       | 35       | 73       | 12位     |           |          |
| 2010-11  | フランス全国選手権2・グループC | 34       | 17       | 10       | 7        | 56       | 33       | 95       | 3位      |           |          |
| 2011-12  | フランス全国選手権2・グループC | 34       | 10       | 12       | 12       | 34       | 35       | 76       | 13位     |           |          |
| 2012-13  | フランス全国選手権2・グループC | 34       | 10       | 11       | 13       | 41       | 45       | 75       | 14位     |           |          |
| 2013-14  | フランス全国選手権2・グループC | 28       | 11       | 8        | 9        | 32       | 27       | 69       | 5位      |           |          |
| 2014-15  | フランス全国選手権2・グループD | 30       | 11       | 12       | 7        | 49       | 36       | 75       | 6位      |           |          |
| 2015-16  | フランス全国選手権2・グループC | 28       | 17       | 7        | 4        | 38       | 19       | 86       | 1位      | 6回戦敗退 |          |
| 2016-17  | フランス全国選手権             | 34       | 8        | 14       | 12       | 28       | 37       | 38       | 14位     | ベスト64  |          |
| 2017-18  | フランス全国選手権             | 32       | 9        | 13       | 10       | 43       | 37       | 40       | 10位     | 6回戦敗退 |          |
| 2018-19  | フランス全国選手権             | 34       | 13       | 6        | 15       | 41       | 38       | 44       | 10位     | 8回戦敗退 |          |
| 2019-20  | フランス全国選手権             | 25       | 13       | 9        | 3        | 43       | 20       | 48       | 1位      | ベスト16  |          |
| 2020-21  | リーグ・ドゥ                   | 38       | 11       | 11       | 16       | 42       | 49       | 44       | 14位     | 8回戦敗退 | 大会廃止 |
| 2021-22  | リーグ・ドゥ                   | 38       | 14       | 7        | 17       | 41       | 49       | 49       | 10位     | 7回戦敗退 | 大会廃止 |
| 2022-23  | リーグ・ドゥ                   | 38       | 12       | 11       | 15       | 40       | 52       | 47       | 13位     | ベスト32  | 大会廃止 |
| 2023-24  | リーグ・ドゥ                   | 38       | 13       | 12       | 13       | 60       | 57       | 51       | 10位     | ベスト64  | 大会廃止 |
| 2024-25  | リーグ・ドゥ                   | 38       |          |          |          |          |          |          | 位       |           | 大会廃止 |

## 現所属メンバー
2022年2月5日現在
注：選手の国籍表記はFIFAの定めた代表資格ルールに基づく。
| No. | Pos. |                  | 選手名                         |
| --- | ---- | ---------------- | ------------------------------ |
| 1   | GK   | フランス         | アレクサンドル・オリエロ       |
| 2   | FW   | フランス         | ジャレド・カサ                 |
| 4   | MF   | コートジボワール | シャヴィエル・クアシ           |
| 5   | MF   | セネガル         | アブドゥラハマン・エンディアエ |
| 7   | DF   | コートジボワール | エルヴァン・コフィ             |
| 8   | DF   | フランス         | マハマドゥ・デンベレ           |
| 9   | FW   | フランス         | ロマン・アルマン               |
| 10  | MF   | セルビア         | ヨヴァン・ニシッチ             |
| 11  | FW   | フランス         | ジブリル・ディアネッシ         |
| 12  | FW   | フランス         | エディ・シルヴェストル         |
| 14  | DF   | フランス         | ケンジ＝ヴァン・ボト           |
| 15  | FW   | アルジェリア     | ファリド・エル・メラリ         |
| 16  | GK   | セネガル         | マサンバ・エンディアエ         |

| No. | Pos. |              | 選手名                         |
| --- | ---- | ------------ | ------------------------------ |
| 17  | DF   | フランス     | アントワーヌ・バティス (主将)  |
| 18  | FW   | ガーナ       | エベネゼル・アシフアー         |
| 19  | MF   | フランス     | ヴィクトル・ロブリ             |
| 20  | DF   | フランス     | ルイ・ビュリ                   |
| 21  | MF   | フランス     | ステーヴ・ブスナール           |
| 22  | MF   | フランス     | デニス＝ウィル・ポア           |
| 24  | MF   | アルジェリア | ザカリア・ナイジ               |
| 25  | MF   | フランス     | ポール・メリアンド             |
| 26  | DF   | フランス     | ジャン・ランベール・エヴァンス |
| 28  | FW   | ギニアビサウ | ダヴィ・ゴミス                 |
| 29  | FW   | フランス     | サミュエル・エサンド           |
| 30  | GK   | フランス     | バンジャマン・ベルトラン       |
| 50  | GK   | フランス     | ステファン・バジッチ           |

## 歴代所属選手
- エドゥアール・シセ 1996-1997
- オーレリアン・シェジュ 2003-2004
- アンドレ＝ピエール・ジニャック 2005-2006
- ティノ・コスタ 2005-2007